# Pedaria alternans
Pedaria alternans är en skalbaggsart som beskrevs av Waterhouse 1890. Pedaria alternans ingår i släktet Pedaria och familjen bladhorningar. Inga underarter finns listade i Catalogue of Life.